# Hundested (stacja kolejowa)
Hundested (duński: Hundested Station) – stacja kolejowa w miejscowości Hundested, w Regionie Stołecznym, w Danii. Znajduje się na Frederiksværkbanen i została otwarta w 1916 roku.
Stacja jest zarządzana i obsługiwana przez Lokalbanen.

## Linie kolejowe
- Frederiksværkbanen